# Macrostylis grandis
Macrostylis grandis är en kräftdjursart som beskrevs av Yakov Avadievich Birstein 1970. Macrostylis grandis ingår i släktet Macrostylis och familjen Macrostylidae. Inga underarter finns listade i Catalogue of Life.